# 火勺

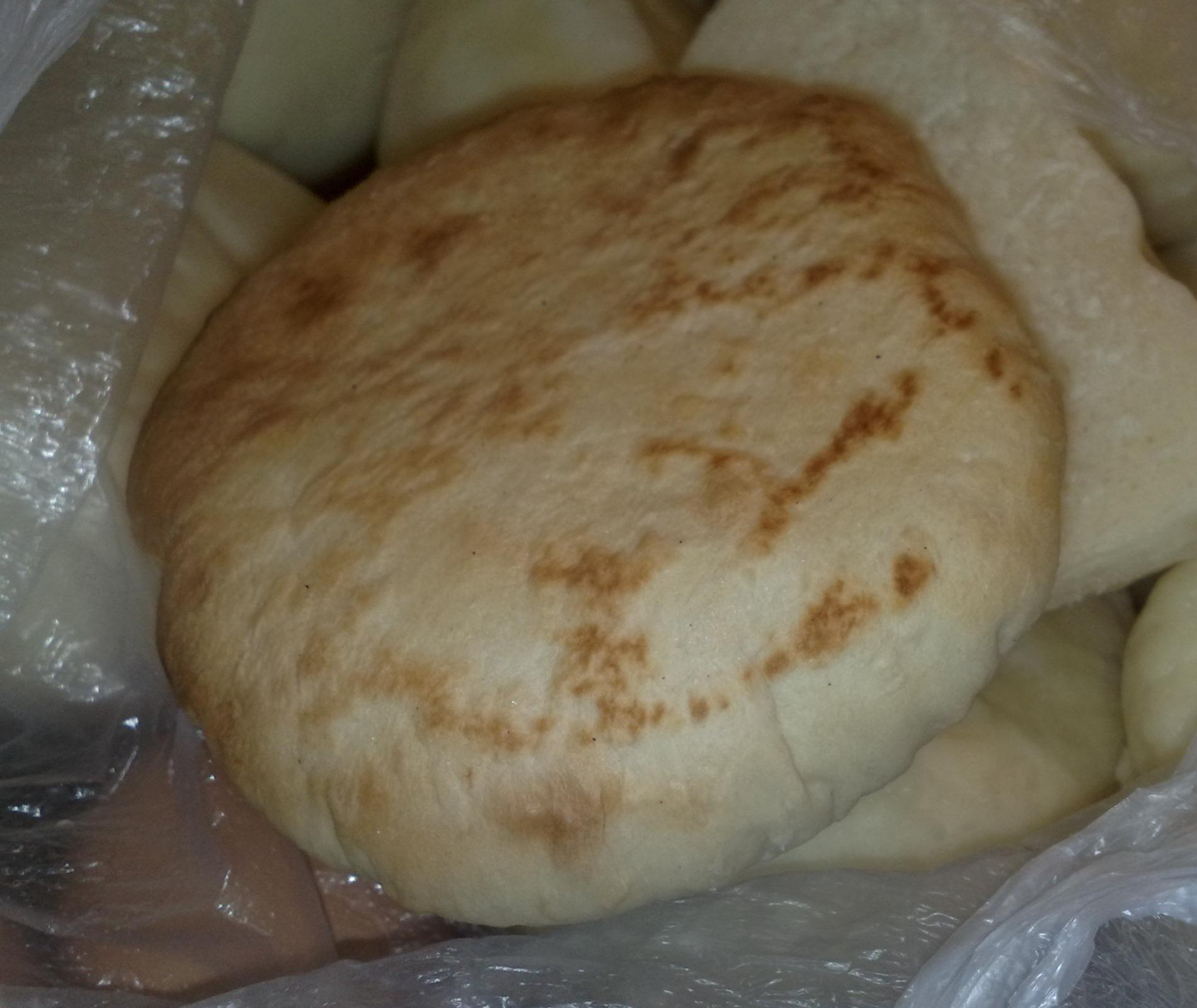
火勺

火勺，一种流行于北京延庆地区的特有面食小吃，具有外焦里嫩的特点。起源于明朝时期的永宁镇。火勺不同于其它地方的火烧，具有很强的地域性，东不过四海，西不过怀来。2011年，延庆组织评选出“十大特色文化遗产”，火勺以非物质文化遗产第一名入选其中。

## 历史
明朝时期，永宁古城驻有军队，由于士兵来自不同地区，饮食习惯各有不同，逐渐地便诞生了一种类似于烧饼的干粮，以适应各地士兵的饮食习惯，并且具有保存时间长，便于携带的特点，以符合驻军饮食的需要。火勺流传至今，已有数百年的历史，但并没有发生太多的变化。

## 制作方法[2]
- 制作火勺需要以下配料:面粉、老面肥（反复使用，含有酵母的面团）、酵母、花椒粉、碱、盐。
- 火勺的制作过程称为“打火勺”，打火勺的工具为火勺槌，又称走槌，由硬木制作，约一尺长，中间粗，两端细。[3]
- 火勺直径大小在8-10cm左右，采用温水和面，为半发酵面食，内部夹着一块蘸了花椒盐和油的面团作为馅心。
- 制作方法为用火勺槌擀成饼状，先烙后烤，火勺烙到八成熟后放到火炉边烤制。[4]

## 特点与食用方法

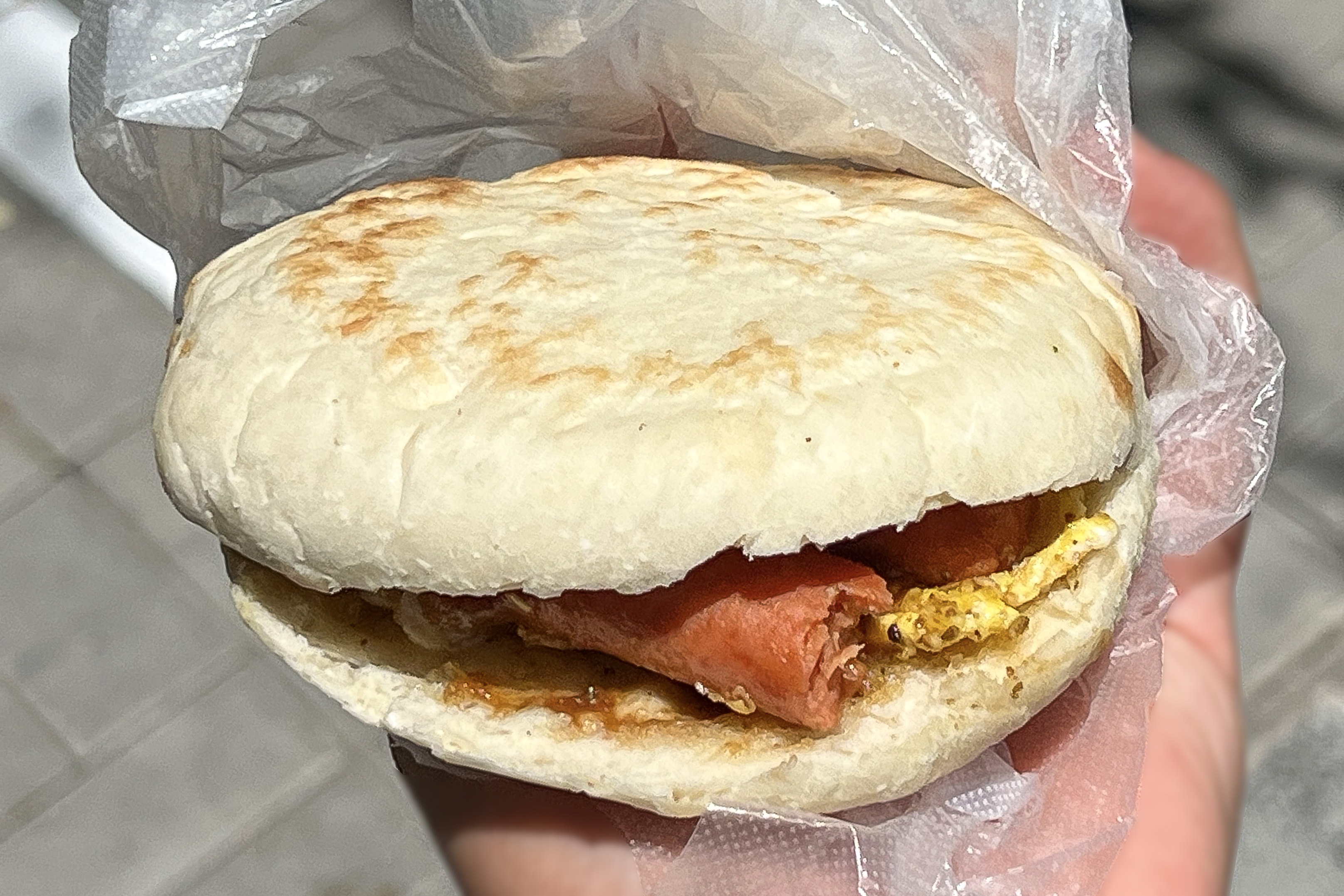
火勺双夹（炒蛋、火腿肠）

- 打好的火勺带有金线圈、呈虎皮色，是空心的，里面有温度很高的热气。因此，在食用时需加以小心。
- 火勺以外皮略微焦糊为佳，火勺瓤与火勺外皮可分离，外饱满酥脆，里松软鲜香，干脆适口。
- 火勺外焦里嫩，味道微咸，具有浓郁的麦香和椒盐味。可以直接食用，也可以切开，把熟肉、鸡蛋、油条等不同的食物夹在火勺里面食用。
- 火勺在延庆的日销量可达5000斤左右，成为延庆人民不可缺少的食品。

## 荣誉
- 2010年，入选第十一届中国美食节暨第九届国际美食博览会“中华名小吃”，获得中国餐饮界的最高奖项（中国美食节金鼎奖）。[5]
- 2011年，入选延庆“十大特色文化遗产”（非物质文化遗产第一名）。